# Carisio
Carisio é uma comuna italiana da região do Piemonte, província de Vercelli, com cerca de 955 habitantes. Estende-se por uma área de 30 km², tendo uma densidade populacional de 32 hab/km². Faz fronteira com Balocco, Buronzo, Cavaglià (BI), Formigliana, Salussola (BI), Santhià, Villanova Biellese (BI).

## Demografia
| Variação demográfica do município entre 1861 e 2011                               |
|                                                                                   |
| Fonte: Istituto Nazionale di Statistica (ISTAT) - Elaboração gráfica da Wikipedia |